# Synanthedon trithyris
Synanthedon trithyris is een vlinder uit de familie wespvlinders (Sesiidae), onderfamilie Sesiinae.
Synanthedon trithyris is voor het eerst wetenschappelijk beschreven door Meyrick in 1926. De soort komt voor in het Afrotropisch gebied.